# Ramsay Wedge
Ramsay Wedge ist ein schmaler, 3 km langer und rund 1200 m hoher Felssporn mit Schuttkegeln an der Basis im ostantarktischen Coatsland. In der Shackleton Range ragt er 3 km südwestlich des Mount Absalom im südwestlichen Teil der Herbert Mountains auf. 
Luftaufnahmen von diesem Felssporn entstanden 1967 durch die United States Navy. Der British Antarctic Survey nahm zwischen 1968 und 1971 Vermessungen vor. Das UK Antarctic Place-Names Committee benannte ihn 1972 nach dem britischen Geologen Andrew Ramsay (1814–1891).